# Un hivern a Mallorca (pel·lícula)
Un hivern a Mallorca (en castellà Jutrzenka - Un invierno en Mallorca) és una pel·lícula espanyola del 1969 dirigida per Jaime Camino, coautor també del guió amb Romà Gubern basat en el llibre Un hivern a Mallorca de George Sand protagonitzada per Lucia Bosè i Christopher Sandford. Ha estat doblada al català.

## Sinopsi
L'hivern del 1838 l'escriptora francesa George Sand i el músic polonès Frédéric Chopin, sis any menor que ella, conviuen maritalment a Mallorca malgrat que això no hi és ven vist per la societat. Degut a la tuberculosi que pateix Chopin decideixen recórrer l'illa buscant un clima més suau a l'hivern, però ningú els vol donar allotjament. Aleshores decideixen instal·lar-se a la Cartoixa de Valldemossa. La situació s'agreuja per la fràgil salut de Chopin, la incompatibilitat sexual entre ambdós, la incomprensió i manca d'hospitalitat dels vilatans i la presència dels fills de George Sand.

## Repartiment
- Lucia Bosè...	George Sand
- Christopher Sandford 	...	Chopin
- Henri Serre	 ...	Carlo Dowbowsky
- Enrique San Francisco	 ...	Maurice Dudevant
- Daria Esteva ...	Solange Dudevant
- Serena Vergano...	María Antonia
- Manuel Beltrán ...	Sagristà
- Romà Gubern	 ...	Cura
- Jeannine Mestre 	...	Amelie
- Els Joglars	 	...	Màscares
- Isidre Novellas 	...	Ermità
- Núria Espert	...	George Sand (veu)

## Premis
Als Premis del Sindicat Nacional de l'Espectacle de 1969 va guanyar el tercer premi a la millor pel·lícula.